# アフシパ・タウモエペアウ
アフシパ・タウモエペアウ（Afusipa Taumoepeau、1990年1月26日 - ）は、プロD2オヨナ・ラグビーに所属するラグビー選手。

## プロフィール
- ニュージーランド・シドニー出身[1]。
- ポジションはウィング(WTB)、センター(CTB)。
- 身長 184cm、体重 95kg
- U20オーストラリア代表に選ばれたことがある[2]。
- トンガ代表キャップ数は12(2025年1月現在）でラグビーワールドカップ2023のトンガ代表に選ばれた[3]。

## 略歴
ブランビーズ、レベルズ、ポー、SCアルビ、カストル・オランピック、USAペルピニャンを経て、2024年、オヨナに加入。